# 66e division d'infanterie (France)
Pour les articles homonymes, voir 66e division.
La 66e division d'infanterie est une division d'infanterie de l'armée de terre française qui a participé à la Première Guerre mondiale et à Seconde Guerre mondiale. Elle est mobilisée en 16e région militaire (Montpellier) en 1914 et en 1939.
Formée à la mobilisation d'août 1914 comme une division de réserve, elle combat dans les Vosges à partir de septembre 1914 et ses régiments d'infanterie sont progressivement remplacés par des bataillons de chasseurs à pied ou alpins.
Recréée en septembre 1939 comme division d'infanterie de réserve de série B, la division stationne dans les Alpes jusqu'à l'attaque italienne, pendant laquelle elle n'est pas engagée au combat. Elle est dissoute après l'armistice de juin 1940.

## Les chefs de corps
- 2 - 26 août 1914 : général François Joseph Woirhaye
- 27 août - 5 octobre 1914 : général Mazel
- 6 octobre 1914 - 28 janvier 1915 : général Guerrier
- 29 janvier - 30 décembre 1915 : général Serret
- 31 décembre 1915 - 11 mai 1916 : général Nollet
- 12 mai 1916 - 18 avril 1917 : général Lacapelle
- 19 avril 1917 - 11 novembre 1918 : général Brissaud-Desmaillet
- 2 septembre - 6 novembre 1939 : général Spitz[1]
- 6 novembre 1939 - 10 juillet 1940 : général Boucher[2]

## La Première Guerre mondiale

### Composition

#### Infanterie
Jusqu'en novembre 1916, l'infanterie est regroupée en brigades.
- 131e brigade d'infanterie, de la mobilisation à octobre 1914[3]
  - 280e régiment d’infanterie
  - 281e régiment d’infanterie
  - 296e régiment d’infanterie

- 132e brigade d'infanterie, de la mobilisation à octobre 1914[3]
  - 215e régiment d’infanterie
  - 253e régiment d’infanterie
  - 343e régiment d’infanterie
- Bataillons indépendants, de septembre-octobre 1914 à janvier 1915 (unités de la 14e région militaire détachées dans les Vosges avant d'être rattachées à la division)[3]
  - 12e bataillon de chasseurs alpins
  - 13e bataillon de chasseurs alpins
  - 15e bataillon de chasseurs à pied
  - 28e bataillon de chasseurs alpins
  - 30e bataillon de chasseurs alpins
  - 68e bataillon de chasseurs alpins

- 115e brigade d'infanterie, d'octobre 1914 à mars 1916[3]
  - 213e régiment d’infanterie
  - 229e régiment d’infanterie
  - 334e régiment d'infanterie

- 81e brigade d'infanterie, de décembre 1914 à novembre 1916 (dissolution)[3]
  - 152e régiment d’infanterie
  - 5e bataillon de chasseurs à pied, jusqu'en mars 1916
  - 52e bataillon de chasseurs alpins, jusqu'en janvier 1915
  - 15e bataillon de chasseurs à pied (ex bataillon isolé), de janvier 1915 à mars 1916
  - 64e bataillon de chasseurs alpins, à partir de mars 1916
- 151e brigade d'infanterie, de janvier à avril 1915[3]
  - 297e régiment d'infanterie
  - 357e régiment d'infanterie
  - 359e régiment d'infanterie

- 1re brigade de chasseurs, de janvier 1915 à mars 1916[3]
  - 7e bataillon de chasseurs alpins
  - 13e bataillon de chasseurs alpins (ex bataillon isolé)
  - 27e bataillon de chasseurs alpins, jusqu'en août 1915 (passe à la 6e brigade)
  - 53e bataillon de chasseurs alpins
  - 47e bataillon de chasseurs alpins, à partir d'août 1915
- 5e brigade de chasseurs, de novembre 1915 à mars 1916[3]
  - 22e bataillon de chasseurs alpins
  - 23e bataillon de chasseurs alpins
  - 62e bataillon de chasseurs alpins
  - 63e bataillon de chasseurs alpins
- 6e brigade de chasseurs (ex groupe Boussat jusqu'en août 1915, brièvement 7e brigade de chasseurs en aout 1915), de mars 1915 à novembre 1916[3]
  - 5e bataillon territorial de chasseurs alpins, de mars à août 1915
  - 7e bataillon territorial de chasseurs alpins, de mars à août 1915
  - 28e bataillon de chasseurs alpins (ex bataillon isolé)
  - 68e bataillon de chasseurs alpins (ex bataillon isolé)
  - 27e bataillon de chasseurs alpins (venu de la 1re brigade), à partir d'août 1915
- 7e brigade de chasseurs, de mars à novembre 1916 (dissolution)[3]
  - 5e bataillon de chasseurs à pied (venu de la 81e brigade)
  - 15e bataillon de chasseurs à pied (venu de la 81e brigade)
  - 41e bataillon de chasseurs à pied
- 4e brigade de chasseurs, de mai à novembre 1916 (dissolution)[3]
  - 24e bataillon de chasseurs alpins
  - 46e bataillon de chasseurs alpins
  - 115e bataillon de chasseurs alpins
  - 3e bataillon territorial de chasseurs à pied

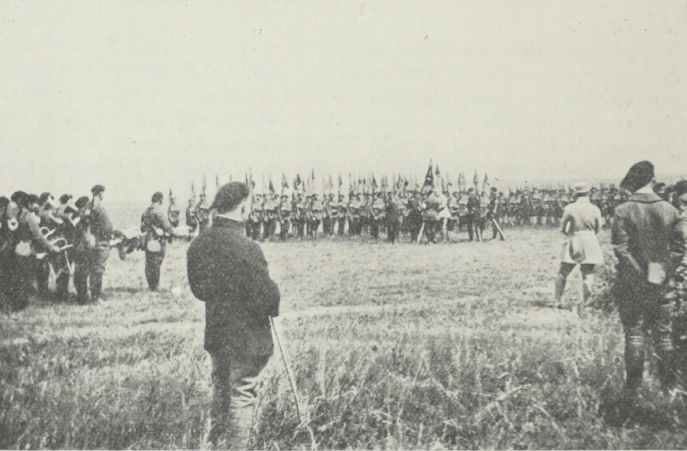
Les fanions des bataillons de chasseurs de la présentés au général Pétain en juillet 1917.

Après novembre 1916, toutes les formations d'infanterie dépendent de l'infanterie divisionnaire (ID) et sont regroupées en groupes de chasseurs :
- 7e groupe de chasseurs :
  - 6e bataillon de chasseurs alpins
  - 27e bataillon de chasseurs alpins
  - 46e bataillon de chasseurs alpins
- 8e groupe de chasseurs :
  - 28e bataillon de chasseurs alpins
  - 67e bataillon de chasseurs alpins
  - 68e bataillon de chasseurs alpins
- 9e groupe de chasseurs :
  - 5e bataillon de chasseurs alpins
  - 24e bataillon de chasseurs alpins
  - 64e bataillon de chasseurs alpins

Ces trois groupes sont renforcés en juillet 1917 par le 2e bataillon territorial de chasseurs alpins, qui forme la réserve tactique de l'infanterie divisionnaire.
Les groupes de chasseurs sont réorganisés en novembre 1917 : le 46e BCA est dissous, le 17e BCA vient de la 77e DI au 8e groupe de chasseurs et le 67e BCA passe du 8e au 7e groupe.

#### Autres unités
- Cavalerie[3]
  - 5e et 6e escadrons du 19e régiment de dragons, de la mobilisation à décembre 1914
  - Un escadron du 26e régiment de dragons, d'octobre 1914 à décembre 1915
  - Un escadron du 11e régiment de chasseurs, de décembre 1914 à août 1915
  - Un escadron du 4e régiment de chasseurs, de décembre 1915 à juin 1917
  - Un escadron du 13e régiment de chasseurs, de décembre 1915 à novembre 1916
  - Deux escadrons du 25e régiment de dragons, de juin 1917 à la fin de la guerre
- Artillerie[3]
  - Groupe (24e à 26e batteries) du 3e régiment d'artillerie de campagne, de la mobilisation à octobre 1914
  - Groupe de renforcement (27e à 29e batteries) du 9e régiment d'artillerie de campagne, de la mobilisation à janvier 1915
  - Groupe de renforcement (21e à 23e batteries) du 56e régiment d'artillerie de campagne, de la mobilisation à mai 1916
  - Groupe de renforcement du 37e régiment d'artillerie de campagne, d'octobre 1914 à avril 1917 (fusion)
  - Groupe du 26e régiment d'artillerie de campagne, de juillet 1916 à avril 1917 (fusion)
  - Groupe du 40e régiment d'artillerie de campagne, de juillet 1916 à avril 1917 (fusion)
  - 240e régiment d'artillerie de campagne (formé par fusion des trois groupes de l'artillerie divisionnaire), d'avril 1917 à la fin de la guerre
    - 1er à 3e groupes de 75
    - 101e batterie batterie de 58 T, jusqu'à mi-1918

  - Batterie de 65 M du 1er régiment d'artillerie de montagne, de septembre-octobre 1914 à juillet 1916 (batteries des Vosges)
  - Batterie de 65 M du 2e régiment d'artillerie de montagne, de septembre-octobre 1914 à juillet 1916 (batteries des Vosges)
  - 7e groupe du 116e régiment d'artillerie lourde (canons de 155 C), d'avril 1918 à la fin de la guerre
- Génie[3]
  - Compagnies 16/13, 16/19 et 16/24 du 2e régiment du génie
  - Détachement de transmissions du 8e régiment du génie
- Escadrille 289, en 1918[3]

### Historique

#### 1914 - 1916
- L'état major de la 66e division de réserve est constitué dès le 2 août 1914, date de la mobilisation générale, à Montpellier à partir d'un noyau d'officiers appartenant à l'inspection des formations de réserve de la 16e région.
- 11 - 16 août : transport par voie ferrée (VF) dans la région de Montbéliard.
- 16 - 24 août : mouvement offensif en direction de Mulhouse. Engagée dans la bataille d'Alsace. Le 19 août, combats de Brunstatt et de Flaxlanden. À partir du 20 août, organisation et défense d'une position au sud-est du canal du Rhône au Rhin.
- 24 août - 15 septembre : repli sur la région de Montbéliard, puis mouvement vers celle de Delle ; travaux. À partir du 11 septembre, mouvement vers Gérardmer.
- 15 septembre 1914 - 4 juillet 1916 : mouvement vers le front ; occupation d'un secteur entre la Fave et le col du Bonhomme.

15 septembre - 30 octobre : reconnaissance offensive dans la région bois du Chéna, Lesseux.
24 septembre : prise de Lesseux, le 4 octobre front étendu à droite jusque vers Thann.
31 octobre - 3 novembre : combats et prise de la Tête du Violu.
2 décembre : prise de la Tête de Faux.
10 décembre : prise de la gare d'Aspach.
13, 14, 25, 30 et 31 décembre : combats à Steinbach.
19 décembre : front réduit à gauche, jusqu'au col du Bonhomme.
1er, 3 et 7 janvier 1915 : combats à Steinbach.
16 janvier : front réduit à gauche jusque vers Metzeral.

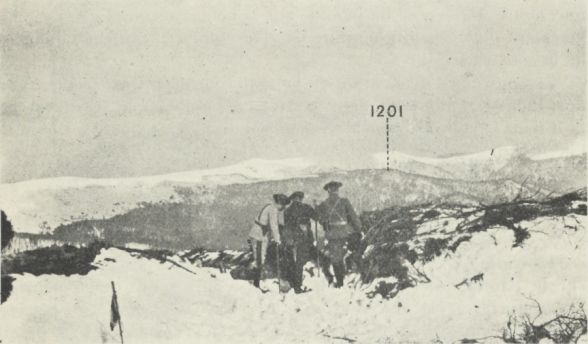
Le général Serret, commandant la prépare l'offensive vers le Schnepfenried (mi-avril 1915).

17 avril - 13 juin et 14 - 23 juin : opération sur Metzeral.
6, 17 et 23 mars ; 6 et 7 avril ; 25 avril, 12 mai, 9 septembre, 15 et 16 octobre, 21 et 22 décembre : combats sur l'Hartmannswillerkopf.
1er - 9 janvier 1916 : nouveaux combats sur l'Hartmannswillerkopf.
23 mars : front réduit à gauche, jusqu'à la vallée de la Lauch.

#### 1916
- 4 juillet - 15 août : retrait du front, mouvement vers le camp d'Arches ; instruction. À partir du 18 juillet, mouvement vers la région Darnieulles, Girancourt, puis transport par V.F. dans celle de Crèvecœur-le-Grand ; séjour au camp de Crèvecœur, instruction. À partir du 11 août, mouvement vers la région de Boves, puis vers celle de Cappy.
- 15 août - 5 septembre : mouvement vers le front. Engagée dans la bataille de la Somme, entre le bois de Hem et la Somme.

24 août : attaque en direction de Cléry-sur-Somme.
3 et 5 septembre : attaque et prise de Cléry-sur-Somme.
- 5 septembre - 10 octobre : retrait du front ; repos vers Grandvilliers. À partir du 17 septembre, mouvement vers la région de Gournay-en-Bray ; repos.
- 10 - 27 octobre : mouvement vers Bray-sur-Somme. Engagée à nouveau, à partir du 18 octobre dans la bataille de la Somme aux abords de Sailly-Saillisel.

15 octobre : attaque française et prise d'une partie de Sailly-Saillisel.
17, 19 et 22 octobre : attaques françaises locales.
16, 18, 20 et 22 octobre : attaques allemandes.
- 27 octobre - 29 novembre : retrait du front (éléments relevés seulement le 2 novembre), transport par V.F. de la région de Conty, dans celle de Bruyères ; repos vers Gérardmer.
- 29 novembre 1916 - 14 janvier 1917 : occupation d'un secteur entre Metzeral et le col de Sainte-Marie.

#### 1917
- 14 janvier - 22 mars : retrait du front ; repos vers Arches. Le 2 février transport par V.F. de Bruyères vers Rougemont-le-Château ; travaux de seconde position. À partir du 4 mars, mouvement vers le camp d'Arches ; instruction.
- 22 mars - 18 avril : transport par V.F. de Darnieulles vers Montmirail. À partir du 28 mars, mouvement vers le front par étapes entrecoupées de repos. Éléments engagés dans la bataille du Chemin des Dames, devant Craonne.
- 18 avril - 2 mai : occupation et organisation d'un secteur vers Craonne et la lisière nord du bois de Beau Marais.

20 - 22 avril : attaques françaises et contre-attaques allemandes.
- 2 - 23 mai : retrait du front ; repos et instruction à Hourges.
- 23 mai - 18 juin : occupation d'un secteur vers Craonne et le sud de Chevreux, étendu à gauche le 26 mai jusqu'au plateau de Californie.

3 juin : attaque allemande repoussée.
- 18 juin - 16 juillet : retrait du front, mouvement par étapes vers la région de Meaux ; repos, travaux et instruction.
- 16 - 27 juillet : transport par V.F. de Chelles à Vierzy et à Longpont, puis mouvement vers l'Aisne.
- 27 juillet - 20 août : occupation d'un secteur sur le chemin des Dames vers le Panthéon et l'Épine de Chevregny.

30 juillet : attaque et avance dans la région ferme de la Royère, Épine de Chevregny.
10 août : contre-attaque allemande.
- 17 septembre - 26 octobre : mouvement vers le front et occupation d'un secteur vers le Panthéon et à l'ouest ; travaux préparatoires à l'offensive. À partir du 23 octobre, engagée dans la bataille de la Malmaison, attaque sur Pargny-Filain. Puis organisation des positions vers Filain et Pargny-Filain.
- 26 octobre - 7 décembre : retrait du front ; à partir du 31 octobre, transport par V.F. de la région de Château-Thierry dans celle de Lure ; repos et instruction au camp de Villersexel (éléments en couverture à la frontière suisse).
- 7 décembre 1917 - 31 mars 1918 : mouvement vers Le Thillot, puis à partir du 15 décembre, occupation d'un secteur vers Leimbach et le ballon de Guebwiller. Engagements fréquents de part et d'autre.

#### 1918
- 31 mars - 4 mai : retrait du front et mouvement vers Villersexel ; repos. À partir du 8 avril, transport par V.F. à l'est de Compiègne ; repos et instruction. À partir du 19 avril, mouvement vers le sud de Beauvais ; travaux et instruction.
- 4 mai - 10 août : occupation d'un secteur vers Rouvrel, le bois de Sénécat et Hailles, étendu à droite le 23 mai jusqu'au sud de Rouvrel.

12 juillet : action offensive et avance sur Castel ; les 23 et 25 juillet, nouvelles progressions.

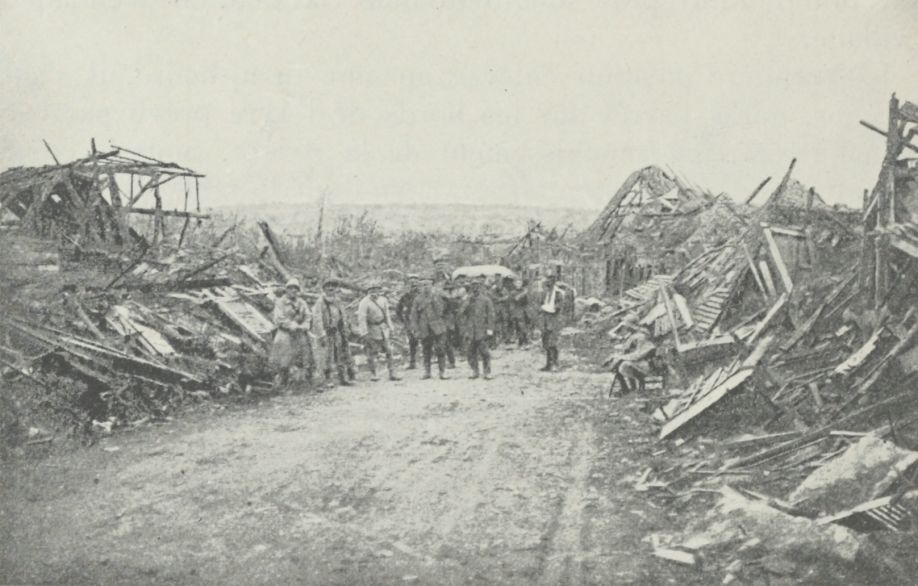
Prisonniers fait à Moreuil le 8 août 1918- et ramenés vers le PC de la division.

8 août : engagée vers Morisel et le bois de Sénécat, dans la troisième bataille de Picardie. Prise de Morisel et de Moreuil.
- 10 - 29 août : retrait du front, mouvement vers Wailly ; repos. À partir du 23 août, transport vers Rethondes.
- 29 août - 18 septembre : préparatifs d'offensive. Engagée dans la poussée vers la position Hindenburg, d'abord en deuxième ligne, puis à partir du 31 août en première ligne au nord de Juvigny. Prise du mont de Leuilly, de Vauxaillon, du plateau de Moisy et du mont des Singes. Puis organisation des positions conquises vers Vauxaillon et Moisy.
- 18 septembre - 16 octobre : retrait du front et repos vers Compiègne. Puis mouvement vers le sud de Saint-Quentin ; préparatifs d'offensive.
- 16 octobre - 5 novembre : engagée dans la bataille de Mont d'Origny. Poursuite vers le canal de la Sambre ; le 18 octobre, pris du Petit-Verly. À partir du 19 octobre progression (en liaison avec l'armée britannique) vers le canal de la Sambre dans la région Hannapes, Oisy, Vénérolles, Étreux. Organisation des positions conquises. Le 4 novembre, engagée dans la seconde bataille de Guise. Franchissement du canal de la Sambre.
- 5 - 11 novembre : retrait du front et mouvement vers Seboncourt et Saint-Quentin. La division se trouve dans la région de Ham, au moment de l'armistice.

#### 1919
- La division est dissoute le 31 janvier 1919 et ses bataillons répartis entre les 46e et 47e divisions d'infanterie.

### Rattachement
- mobilisation : 1er groupe de réserve.
- août 1914 : isolée
- 3 octobre - décembre 1914 : 34e corps d'armée
- à partir de décembre 1914 : isolée

## La Seconde Guerre mondiale

### Composition
Infanterie :
- 215e régiment d'infanterie (215e RI)
- 281e régiment d'infanterie (281e RI)
- 343e régiment d'infanterie (343e RI)

Cavalerie :
- 53e groupe de reconnaissance de division d'infanterie (53e GRDI)

Artillerie :
- 9e régiment d'artillerie divisionnaire (9e RAD)
- 209e régiment d'artillerie lourde divisionnaire (209e RALD)

Génie :
- 66e bataillon de sapeurs mineurs puis compagnies de sapeurs mineurs 66/1 et 66/2 après dissolution du bataillon
- Compagnie télégraphique 66/81
- Compagnie radio 66/82

Train :
- Compagnie hippomobile 66/16
- Compagnie automobile 166/16

Autre :
- Groupe d'exploitation divisionnaire 66/16
- 66e groupe sanitaire divisionnaire
- Centre d'instruction divisionnaire no 66

### Historique
La division est mobilisée début septembre 1939 sur le type montagne en 16e région. Elle défend d'abord le littoral de la Provence entre La Napoule et la vallée du Var. Elle part à l'instruction dans la zone de Brignoles puis autour de Vizille à partir novembre 1939.
Elle passe ensuite en défense dans le secteur du col de la Faucille et du Léman en février-mars 1940, où elle relève la 64e division d'infanterie. Elle rejoint fin avril 1940 le secteur de la Maurienne, où elles est renforcée par les éléments des sous-secteurs de la Haute, de la Moyenne et de la Basse-Maurienne du secteur fortifié de la Savoie (ligne Maginot).
Cette zone n'est pas directement attaqué par les Italiens en juin. Les trois sections d'éclaireurs-skieurs des régiments de la division participent à quelques combats autour des Chapieux, du Mont Froid et des Rochilles. La division est dissoute le 10 juillet 1940.

### Insigne
L'insigne de la division présente une cigogne blanche, en référence aux combats de la 66e DI en Alsace pendant la Grande Guerre.